# Schizodon corti
Schizodon corti és una espècie de peix de la família dels anostòmids i de l'ordre dels caraciformes.

## Morfologia
- Els mascles poden assolir 40 cm de llargària total.
- Nombre de vèrtebres: 40-41.[5][6]

## Alimentació
S'alimenta de fulles fresques i herbes.

## Hàbitat
Viu en zones de clima tropical.

## Distribució geogràfica
Es troba a Sud-amèrica: rius de la conca del llac Maracaibo.